# Timbuctù
Timbuctù (AFI: /timbukˈtu/; Tumbutu in koyra chiini; altre varianti: Timbuktu, Timbuctoo, Timbouctou, Tombouctou) è un'antica città del Nord del Mali. Da un punto di vista amministrativo, è un comune urbano, capoluogo del circondario e della regione omonimi.
Grazie alle sue caratteristiche architettoniche è stata dichiarata patrimonio dell'umanità dall'UNESCO ed è stata proposta come una delle sette meraviglie moderne.

## Geografia fisica

### Territorio

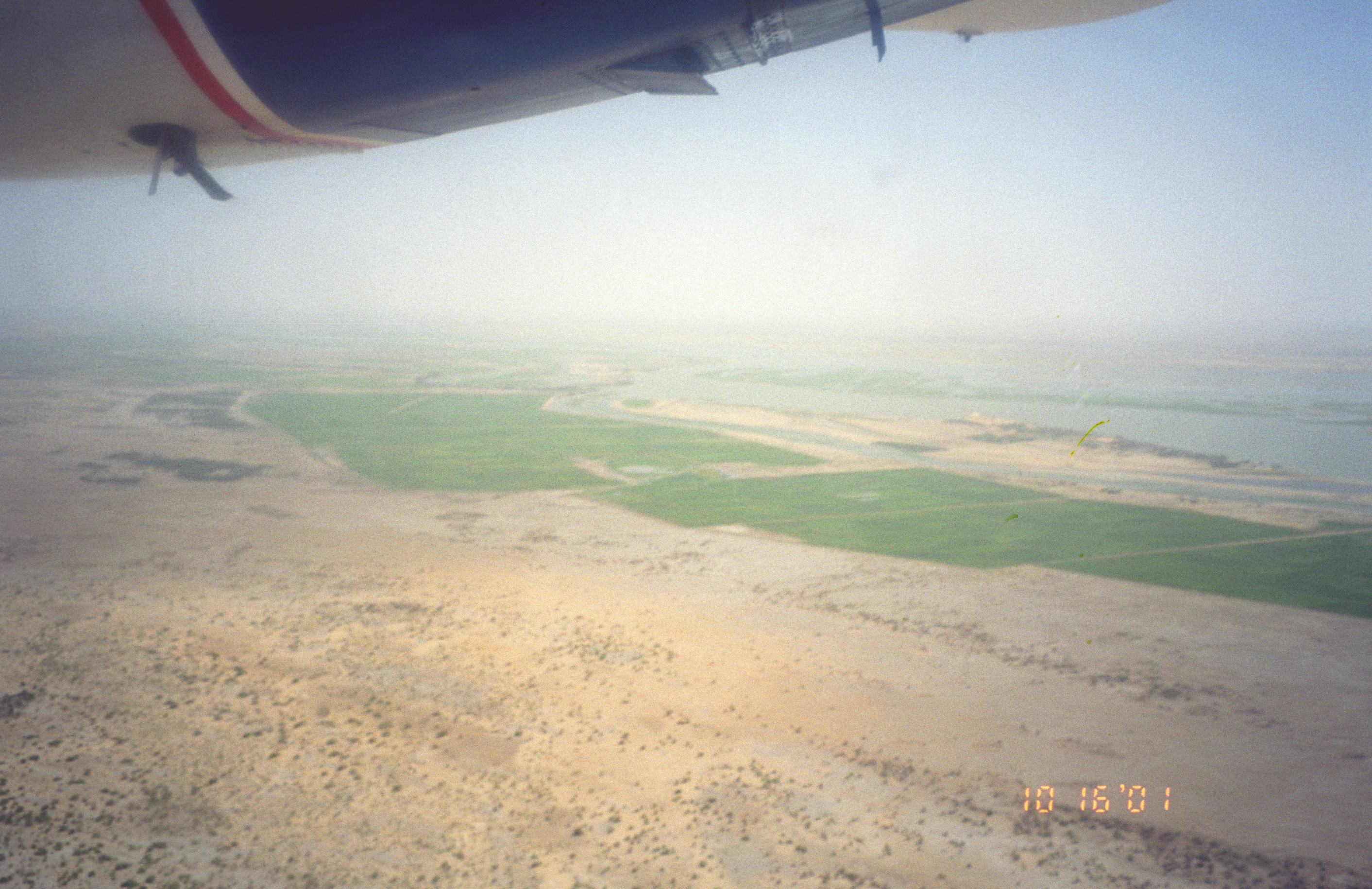
Zona settentrionale del Niger

Timbuctù è situata pochi chilometri a nord del fiume Niger nel Nord-Ovest del semideserto saheliano, lontana da altri agglomerati urbani e da formazioni naturali di rilievo, in un "habitat" arido e sabbioso. La morfologia del territorio è prevalentemente pianeggiante.

### Clima

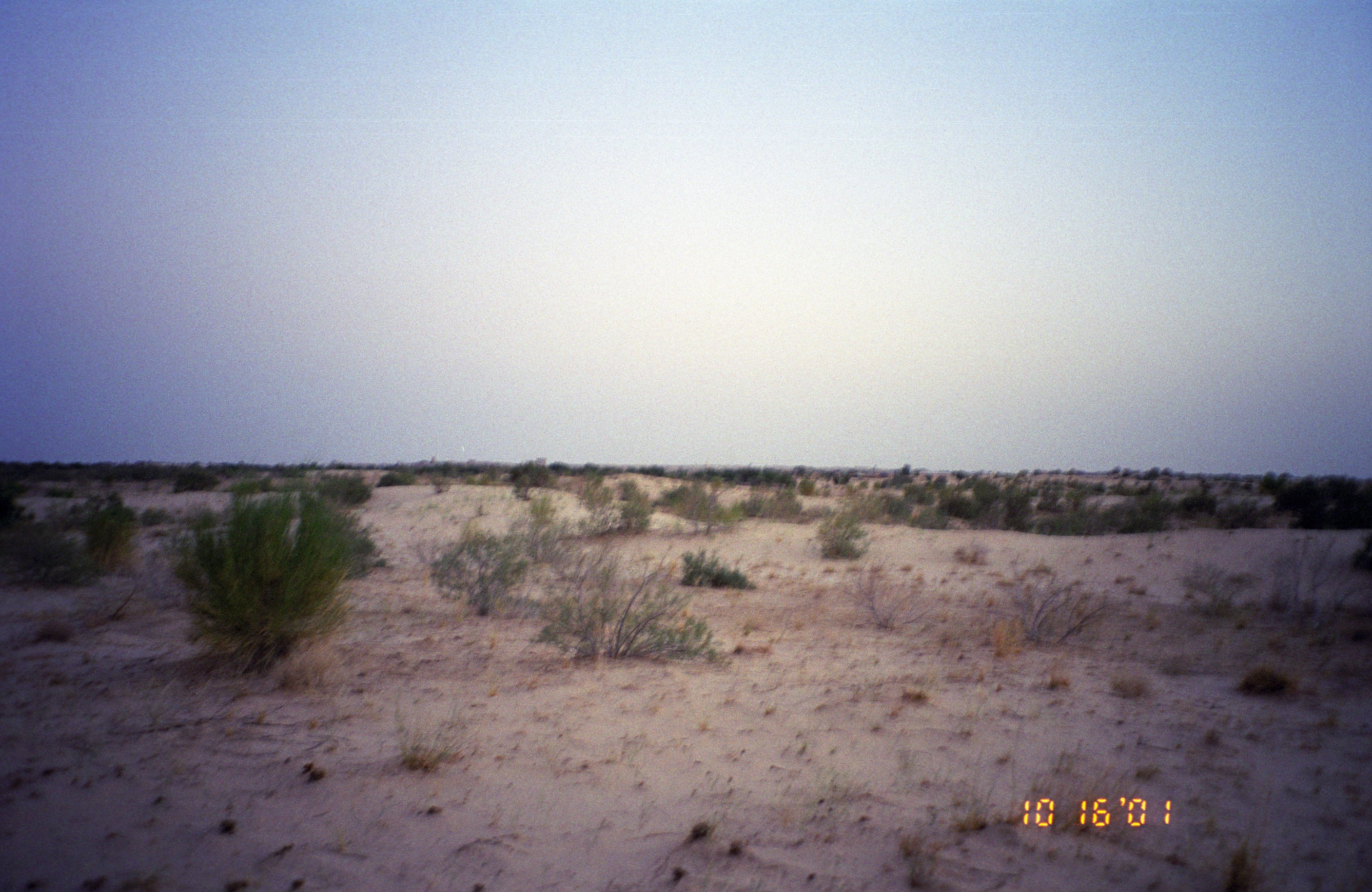
Il Sahara nei pressi di Timbuctù

Timbuctù ha un clima desertico, caldo e secco; le poche precipitazioni avvengono nei mesi estivi, da giugno a settembre. Le temperature massime sono solitamente superiori ai 40 °C nel periodo che va da aprile a giugno. L'escursione termica è elevata, come è tipico dei luoghi desertici e a bassa umidità; le temperature minime medie vanno dai 13 gradi di gennaio ai 26 di luglio, anche se occasionalmente possono scendere a pochi gradi sopra lo zero.
| Dati meteo (1950-2000) | Mesi | Mesi | Mesi | Mesi | Mesi | Mesi | Mesi | Mesi | Mesi | Mesi | Mesi | Mesi | Stagioni | Stagioni | Stagioni | Stagioni | Anno  |
| Dati meteo (1950-2000) | Gen  | Feb  | Mar  | Apr  | Mag  | Giu  | Lug  | Ago  | Set  | Ott  | Nov  | Dic  | Inv      | Pri      | Est      | Aut      | Anno  |
| ---------------------- | ---- | ---- | ---- | ---- | ---- | ---- | ---- | ---- | ---- | ---- | ---- | ---- | -------- | -------- | -------- | -------- | ----- |
| T. max. media (°C)     | 30,0 | 33,2 | 36,6 | 40,0 | 42,2 | 41,6 | 38,5 | 36,5 | 38,3 | 39,1 | 35,2 | 30,4 | 31,2     | 39,6     | 38,9     | 37,5     | 36,8  |
| T. min. media (°C)     | 13,0 | 15,2 | 18,5 | 22,5 | 26,0 | 27,3 | 25,8 | 24,8 | 24,8 | 22,7 | 17,7 | 13,5 | 13,9     | 22,3     | 26,0     | 21,7     | 21,0  |
| T. max. assoluta (°C)  | 36   | 39   | 42   | 45   | 48   | 47   | 47   | 43   | 47   | 47   | 40   | 42   | 42       | 48       | 47       | 47       | 48    |
| T. min. assoluta (°C)  | 5    | 8    | 7    | 10   | 15   | 21   | 17   | 21   | 18   | 12   | 7    | 1    | 1        | 7        | 17       | 7        | 1     |
| Precipitazioni (mm)    | 0,6  | 0,1  | 0,1  | 1,0  | 4,0  | 16,4 | 53,5 | 73,6 | 29,4 | 3,8  | 0,1  | 0,2  | 0,9      | 5,1      | 143,5    | 33,3     | 182,8 |
| Giorni di pioggia      | 0    | 0    | 0    | 0    | 1    | 3    | 6    | 8    | 5    | 1    | 0    | 0    | 0        | 1        | 17       | 6        | 24    |

## Storia
Città di origine Tuaregh o Songhai, Timbuctù raggiunse il massimo del suo splendore tra il 1300 e il 1500, quando fu un importante polo culturale e commerciale del mondo arabo e così ricca d'oro da essere considerata una sorta di Eldorado del tempo. Leone l'Africano raggiunse Timbuctù nel 1526 e scrisse che “qui c'è un gran stuolo di dottori, giudici, preti e altri uomini di cultura che sono mantenuti riccamente dalla generosità del re. Qui vengono portati diversi manoscritti e libri scritti da fuori della barbaria, che sono venduti qui ad un prezzo più alto di qualsiasi altro bene”. È celebre il suo Sultano Mansa Musa che organizzò un pellegrinaggio a La Mecca con oltre 8000 portatori e centinaia di dromedari.
Considerata, per le sue favolose ricchezze e per la sua inaccessibilità, un luogo più mitico che reale, in Europa si discusse della sua esistenza sino al 1806, quando l'esploratore Mungo Park la raggiunse seguendo il corso del fiume Niger, anche se non riuscì a tornare indietro. Il primo che ne diede un resoconto fu René Caillié.
La città, pur non godendo delle ricchezze materiali di un tempo, conserva una piccola parte delle eredità culturali del passato, tra cui 700.000 manoscritti arabo-islamici dei secoli XIII-XVI (vedi i Manoscritti islamici di Timbuctù), tra cui le opere di Avicenna, vari dei quali giunti dalla Spagna in seguito alla Reconquista, anche se un gran numero è scritto, usando caratteri arabi, in lingue africane locali, le cosiddette "lingue ajami".
Moltissime delle costruzioni della città sono state erette col fango - che garantisce una certa solidità -, dato che la città si trova in una regione desertica del Mali - l'Azawad - e la possibilità che piova è prossima allo zero.
La città è a rischio a causa della scontri armati nel Paese; nel luglio del 2012 è stato distrutto un santuario da una cellula di Al Qaida, e le demolizioni sono proseguite il 21 dicembre, interessando altri quattro edifici dichiarati patrimonio dell'Umanità: la Corte penale internazionale ha inflitto una condanna a nove anni al responsabile della milizia autrice di questi delitti.
Il centro culturale vanta importanti punti di riferimento architettonici, tra cui tre grandi moschee: Djinguere Ber, Sankore e Sidi Yahya.
La Moschea Djinguere Ber, costruita nel 1328 sotto il patrocinio di Mansa Musa, il ricco sovrano dell'Impero del Mali, servì come testimonianza della prosperità della città durante questo periodo d'oro. Il leggendario pellegrinaggio di Mansa Musa alla Mecca, durante il quale distribuì grandi quantità d'oro, contribuì alla costruzione della moschea e cementò la reputazione di Timbuktu come centro di cultura e apprendimento islamico. Nel corso dei secoli, la moschea Djinguere Ber è stata sottoposta a varie ristrutturazioni e ampliamenti, riflettendo l'evoluzione degli stili architettonici e delle pratiche religiose della regione.
La Moschea di Sankore, costruita tra il 1325 e il 1463, ha svolto un ruolo centrale nel panorama intellettuale ed educativo di Timbuktu. Mentre la città fioriva come centro di apprendimento islamico, la Moschea di Sankore divenne un rinomato centro di apprendimento, attirando studiosi e studenti da tutto il mondo musulmano. Le sue biblioteche ospitavano migliaia di manoscritti su argomenti che spaziavano dalla teologia all'astronomia, contribuendo alla reputazione di Timbuktu come centro di scambio intellettuale e di diversità culturale.
La moschea di Sidi Yahya, fondata nel 1440 dal venerato marabutto Sheikh al-Mukhtar Hamallah, aveva un significato sia religioso che mistico per gli abitanti di Timbuctù. Secondo la leggenda locale, la moschea attendeva l'arrivo di Sidi Yahya al-Tadlissi, un santo la cui presenza avrebbe santificato il sito. Quando Sidi Yahya reclamò la moschea quarant'anni dopo, questa divenne un punto focale per la devozione spirituale e il pellegrinaggio. Nel corso del tempo, la moschea è stata sottoposta a diversi rinnovi e ristrutturazioni, riflettendo il mutevole paesaggio religioso e culturale di Timbuktu.

## Infrastrutture e trasporti
- Aeroporto di Timbuctù